# Cohens Kappa
Cohens Kappa ist ein statistisches Maß für die Interrater-Reliabilität von Einschätzungen von (in der Regel) zwei Beurteilern (Ratern), das Jacob Cohen 1960 vorschlug. Dieses Maß kann aber auch für die Intrarater-Reliabilität verwendet werden, bei dem derselbe Beobachter zu zwei verschiedenen Zeitpunkten die gleiche Messmethode anwendet.

## Definition
Die Gleichung für Cohens Kappa lautet
{\displaystyle \kappa ={\frac {p_{0}-p_{c}}{1-p_{c}}}}
wobei {\displaystyle p_{0}} der gemessene Übereinstimmungswert der beiden Schätzer und {\displaystyle p_{c}} die zufällig erwartete Übereinstimmung ist.

## Wertebereich
Wenn die Rater in allen ihren Urteilen übereinstimmen, ist {\displaystyle \kappa =1}. Sofern sich nur Übereinstimmungen zwischen den beiden Ratern feststellen lassen, die mathematisch dem Ausmaß des Zufalls entsprechen, nimmt es einen Wert von {\displaystyle \kappa =0} an. (Negative Werte weisen dagegen auf eine Übereinstimmung hin, die noch kleiner ist als eine zufällige Übereinstimmung.)
Greve und Wentura (1997, S. 111) schlagen vor, dass {\displaystyle \kappa }-Werte von 0,40 bis 0,60 noch annehmbar sind, aber Werte unter 0,40 mit Skepsis betrachtet werden sollten. Interrater-Reliabilitätswerte von {\displaystyle \kappa \geq 0{,}75} seien gut bis ausgezeichnet.
Landis und Koch (1977) schlagen vor: {\displaystyle \kappa <0} = „schlechte Übereinstimmung (poor agreement)“, {\displaystyle 0<\kappa <0{,}20} = „etwas (slight) Übereinstimmung“, 0,21–0,40 = „ausreichende (fair) Übereinstimmung“, 0,41–0,60 = „mittelmäßige (moderate) Übereinstimmung“, 0,61–0,80 = „beachtliche (substantial) Übereinstimmung“, 0,81–1,00 = „(fast) vollkommene ((almost) perfect) Übereinstimmung“.
Problematisch am Koeffizienten ist, dass sein maximaler Wert nicht immer Eins ist (s. u.).

## Nominalskalen, zwei Rater
Wenn lediglich Übereinstimmungen und Nicht-Übereinstimmungen zwischen den beiden Ratern abgeprüft werden, fallen alle auftretenden Beurteilungsunterschiede gleich ins Gewicht. Dies ist insbesondere bei Nominalskalen sinnvoll. Dabei kann das Datenmaterial (also die Urteilshäufigkeiten {\displaystyle h}) bei einem Item oder Merkmal mit {\displaystyle z} (nominalen) Kategorien {\displaystyle Kat} von beiden Einschätzern in einer {\displaystyle z\times z} Kontingenztafel (also mit {\displaystyle z} Zeilen und {\displaystyle z} Spalten) abgetragen werden:
|                                         | Rater B                                    | Rater B | Rater B                                    | Randhäufigkeiten {\displaystyle h_{i.}}    |
| --------------------------------------- | ------------------------------------------ | ------- | ------------------------------------------ | ------------------------------------------ |
| Rater A                                 | {\displaystyle Kat_{1}}                    | ...     | {\displaystyle Kat_{z}}                    | {\displaystyle \sum }                      |
| {\displaystyle Kat_{1}}                 | {\displaystyle h_{11}}                     | ...     | {\displaystyle h_{1z}}                     | {\displaystyle h_{1.}=\sum _{i}^{z}h_{1i}} |
| .                                       | .                                          | ...     | .                                          | .                                          |
| .                                       | .                                          | ...     | .                                          | .                                          |
| .                                       | .                                          | ...     | .                                          | .                                          |
| {\displaystyle Kat_{z}}                 | {\displaystyle h_{z1}}                     | ...     | {\displaystyle h_{zz}}                     | {\displaystyle h_{z.}=\sum _{i}^{z}h_{zi}} |
| Randhäufigkeiten {\displaystyle h_{.i}} | {\displaystyle h_{.1}=\sum _{i}^{z}h_{i1}} | ...     | {\displaystyle h_{.z}=\sum _{i}^{z}h_{iz}} | {\displaystyle \sum \sum =N}               |

Dann gilt für den Anteil der übereinstimmenden Einschätzungen der Rater (= Mitteldiagonale der Kontingenztafel) {\displaystyle p_{0}}:
{\displaystyle p_{0}={\frac {\sum _{i=1}^{z}h_{ii}}{N}}},
wobei {\displaystyle N} der Anzahl der insgesamt eingeschätzten Beurteilungsobjekte (Personen/Items/Gegenstände) entspricht.
Für die erwarteten Übereinstimmungen werden die Produkte der Randsummen (= Zeilensumme × Spaltensumme) einer Kategorie {\displaystyle Kat} aufsummiert und schließlich ins Verhältnis zum Quadrat der Gesamtsumme gesetzt:
{\displaystyle p_{c}={\frac {1}{N^{2}}}\cdot \sum _{i=1}^{z}{h_{i.}\cdot h_{.i}}}.
Scott (1955) schlug für seinen Koeffizienten {\displaystyle \pi }, der nach derselben Ausgangsformel wie {\displaystyle \kappa } berechnet wird, vor, die erwarteten Übereinstimmungen wie folgt zu bestimmen:
{\displaystyle p_{c}={\frac {1}{N^{2}}}\cdot \sum _{i=1}^{z}\left({\frac {h_{i.}+h_{.i}}{2}}\right)^{2}}.
Sofern die Randverteilungen unterschiedlich sind, ist die zufällig erwartete Übereinstimmung {\displaystyle p_{c}} für die Berechnung von Scotts {\displaystyle \pi } immer größer als die zufällig erwartete Übereinstimmung {\displaystyle p_{c}} zur Berechnung von  Cohens {\displaystyle \kappa }. Damit fällt bei unterschiedlichen Randverteilungen Scotts {\displaystyle \pi } immer geringer aus als Cohens {\displaystyle \kappa }.
Sobald in der Kontingenztafel eine Zelle jenseits der Diagonalen gefüllt ist (also Beurteilungsunterschiede auftreten), hängt der maximale Wert von Cohens Kappa von den Randverteilungen ab. Er wird umso geringer, je weiter sich die Randverteilungen von einer Gleichverteilung entfernen. Brennan und Prediger (1981) schlagen hier einen korrigierten Kappa-Wert {\displaystyle \kappa _{n}} vor, der {\displaystyle p_{c}} definiert als {\displaystyle p_{c}={\frac {1}{z}}}, wobei {\displaystyle z} wie oben die Anzahl der Kategorien (also der Merkmalsausprägungen) ist. Somit lautet {\displaystyle \kappa _{n}}:
{\displaystyle \kappa _{n}={\frac {p_{0}-{\frac {1}{z}}}{1-{\frac {1}{z}}}}}

## Fleiss' Kappa
Die Ausweitung der Formeln auf mehr als zwei Rater ist im Prinzip unproblematisch. Die Ausweitung der {\displaystyle \kappa }-Statistik wird auch als Fleiss' Kappa bezeichnet. Für den Anteil der aufgetretenen Übereinstimmungen gilt dann z. B. für drei Rater
{\displaystyle p_{0}={\frac {\sum _{i}h_{iii}}{N}}}
und
{\displaystyle p_{c}={\frac {1}{N^{3}}}\cdot \sum _{i=1}^{z}{h_{i..}\cdot h_{.i.}\cdot h_{..i}}}.
Für den Koeffizienten von Brennan und Prediger (1981) schlägt von Eye (2006, S. 15) folgende Ausweitung auf {\displaystyle d} Rater vor:
{\displaystyle \kappa _{n}={\frac {\sum _{i}{p_{i}}-{\frac {1}{z^{d-1}}}}{1-{\frac {1}{z^{d-1}}}}}}
wobei {\displaystyle i} ein Index für die Übereinstimmungszellen (Diagonalen) ist.
Wenn {\displaystyle z} wie oben die Anzahl der Kategorien ({\displaystyle j=1,2,3,\dots ,z}) ist und {\displaystyle d} die Anzahl der Rater (= Anzahl der Einschätzungen pro Merkmal/Item/Person) und wobei {\displaystyle N} die Anzahl der insgesamt eingeschätzten Beurteilungsobjekte (Fälle/Personen/Items/Gegenstände) {\displaystyle i=1,2,3,\dots ,N} ist, gilt folgendes:
- {\displaystyle d_{ij}} ist die Anzahl der Rater, die Beurteilungsobjekt {\displaystyle i} in Kategorie {\displaystyle j} passend beurteilt hat.

- {\displaystyle \sum _{i=1}^{N}d_{ij}} ist die Summe aller Fälle in Beurteilungskategorie {\displaystyle j}.

- {\displaystyle p_{j}={\frac {1}{N\cdot d}}\sum _{i=1}^{N}d_{ij}} ist der Anteil aller Fälle in Beurteilungskategorie {\displaystyle j} an allen ({\displaystyle N\cdot d}) Beurteilungen insgesamt.

Das Ausmaß der Beurteilerübereinstimmung beim {\displaystyle i}. Fall (=bei der {\displaystyle i}. Person/Item/Gegenstand) berechnet sich dann als
{\displaystyle p_{i}={\frac {1}{d(d-1)}}\sum _{j=1}^{z}d_{ij}(d_{ij}-1)={\frac {1}{d(d-1)}}\sum _{j=1}^{z}\left(d_{ij}^{2}-d_{ij}\right)}
In die {\displaystyle \kappa }-Formel fließt der Mittelwert über alle {\displaystyle p_{i}} ein sowie der Erwartungswert für den Zufall {\displaystyle p_{c}} ein:
{\displaystyle p_{0}={\frac {1}{N}}\sum _{i=1}^{N}p_{i}={\frac {1}{Nd(d-1)}}\left(\left(\sum _{i=1}^{N}\sum _{j=1}^{z}d_{ij}^{2}\right)-Nd\right)}
{\displaystyle p_{c}=\sum _{j=1}^{z}p_{j}^{2}}.
|                         | 1     | 2     | 3     | 4     | 5     | {\displaystyle p_{i}\,} |
| ----------------------- | ----- | ----- | ----- | ----- | ----- | ----------------------- |
| 1                       | 0     | 0     | 0     | 0     | 14    | 1,000                   |
| 2                       | 0     | 2     | 6     | 4     | 2     | 0,253                   |
| 3                       | 0     | 0     | 3     | 5     | 6     | 0,308                   |
| 4                       | 0     | 3     | 9     | 2     | 0     | 0,440                   |
| 5                       | 2     | 2     | 8     | 1     | 1     | 0,330                   |
| 6                       | 7     | 7     | 0     | 0     | 0     | 0,462                   |
| 7                       | 3     | 2     | 6     | 3     | 0     | 0,242                   |
| 8                       | 2     | 5     | 3     | 2     | 2     | 0,176                   |
| 9                       | 6     | 5     | 2     | 1     | 0     | 0,286                   |
| 10                      | 0     | 2     | 2     | 3     | 7     | 0,286                   |
| Gesamt                  | 20    | 28    | 39    | 21    | 32    |                         |
| {\displaystyle p_{j}\,} | 0,143 | 0,200 | 0,279 | 0,150 | 0,229 |                         |

Beispiel
Im folgenden Rechenbeispiel beurteilen
{\displaystyle d=14} Rater jeweils {\displaystyle N=10} Fälle auf einer Skala mit {\displaystyle z=5} Kategorien.
Die Kategorien finden sich in den Spalten, die Fälle in den Zeilen.
Die Summe aller Beurteilungen {\displaystyle (N\cdot d)=140}.
Beispielsweise ist {\displaystyle p_{j}} in der ersten Spalte
{\displaystyle p_{j=1}={\frac {(0+0+0+0+2+7+3+2+6+0)}{140}}=0{,}143}
und {\displaystyle p_{i}} in der zweiten Zeile
{\displaystyle p_{i=2}={\frac {1}{14(14-1)}}\left((0^{2}-0)+(2^{2}-2)+(6^{2}-6)+(4^{2}-4)+(2^{2}-2)\right)=0{,}253}
So ergibt sich für
{\displaystyle p_{0}={\frac {1}{10\left(14(14-1)\right)}}\left(3{,}780\cdot 14\cdot (14-1)\right)=0{,}378}
{\displaystyle p_{c}=0{,}143^{2}+0{,}200^{2}+0{,}279^{2}+0{,}150^{2}+0{,}229^{2}=0{,}213}
und
{\displaystyle \kappa ={\frac {0{,}378-0{,}213}{1-0{,}213}}=0{,}21}
(Dass hier {\displaystyle \kappa } so ähnlich ist wie {\displaystyle p_{c}} ist Zufall.)

## Mehrfachstufung der Messobjekte, zwei Rater
Sind die Rater aufgefordert, die Schätzobjekte mehrfach zu stufen (d. h. statt der k nominalen Kategorien geht es nun um Abstufungen und kann für diese Abstufungen mindestens ein Ordinal-Skalenniveau angenommen werden), sollten diskordant größere Abweichungen der Rater voneinander stärker ins Gewicht fallen als kleinere Abweichungen. In diesem Fall sollte ein gewichtetes Kappa berechnet werden, bei dem für jede Zelle ij der Kontingenztafel ein Gewichtungsfaktor {\displaystyle v_{ij}} definiert wird, das sich z. B. daran orientieren könnte, wie groß die Abweichung von der Mitteldiagonalen ist (z. B. als quadrierte Abweichungen Mitteldiagonalzellen=0, Abweichungen um 1 Kategorie=1, Abweichungen um 2 Kategorien={\displaystyle 2^{2}}=4 usw.). Dann gilt für dieses (gewichtete) Kappa {\displaystyle \kappa _{w}}(vgl. Bortz 1999):
{\displaystyle \kappa _{w}=1-{\frac {\sum _{i}^{z}\sum _{j}^{z}v_{ij}\cdot h_{ij}}{\sum _{i}^{z}\sum _{j}^{z}v_{ij}\cdot {\frac {h_{i.}\cdot h_{.j}}{N}}}}}
Alternativen zu diesem Koeffizienten sind der Rangkorrelationskoeffizient nach Spearman und der Kendall’sche Rangkorrelationskoeffizient (Kendall’sches Tau) sowie der Kendall’sche Konkordanzkoeffizient W.

## Kardinalskalen-Kappa
Dieser Gewichtungsgedanke lässt sich auch weiterführen: Auf Intervall-Skalenniveau ist das Ausmaß des Unterschieds (bzw. der Ähnlichkeit) zwischen den abgegebenen Einschätzungen sogar direkt quantifizierbar (Cohen 1968, 1972). Die Gewichtungswerte für jede Zelle der Kontingenztafel orientieren sich dann jeweils am maximalen und minimalem Unterschied.
Für das Kardinalskalen-{\displaystyle \kappa } gilt, dass identische Einschätzungen (bzw. der Minimalunterschied zwischen Beobachtern) standardisiert mit dem Wert 0 und der maximale Beobachterunterschied mit einem Wert von 1 gewichtet werden sollen (und die anderen beobachteten Unterschiede jeweils in ihrem Verhältnis dazu):
{\displaystyle \kappa _{w}=1-{\frac {\sum _{i}^{z}\sum _{j}^{z}v_{ij_{w}}\cdot h_{ij}}{\sum _{i}^{z}\sum _{j}^{z}v_{ij_{w}}\cdot {\frac {h_{i.}\cdot h_{.j}}{N}}}}}
und für die [0,1]-Standardisierung der Gewichte:
{\displaystyle v_{ij_{w}}={\frac {v_{ij}-v_{\mathrm {min} }}{v_{\mathrm {max} }-v_{\mathrm {min} }}}}.
Das gewichtete Kappa ist ein Spezialfall des Intraklassen-Korrelationskoeffizienten (Fleiss & Cohen 1973).